# Dorudon

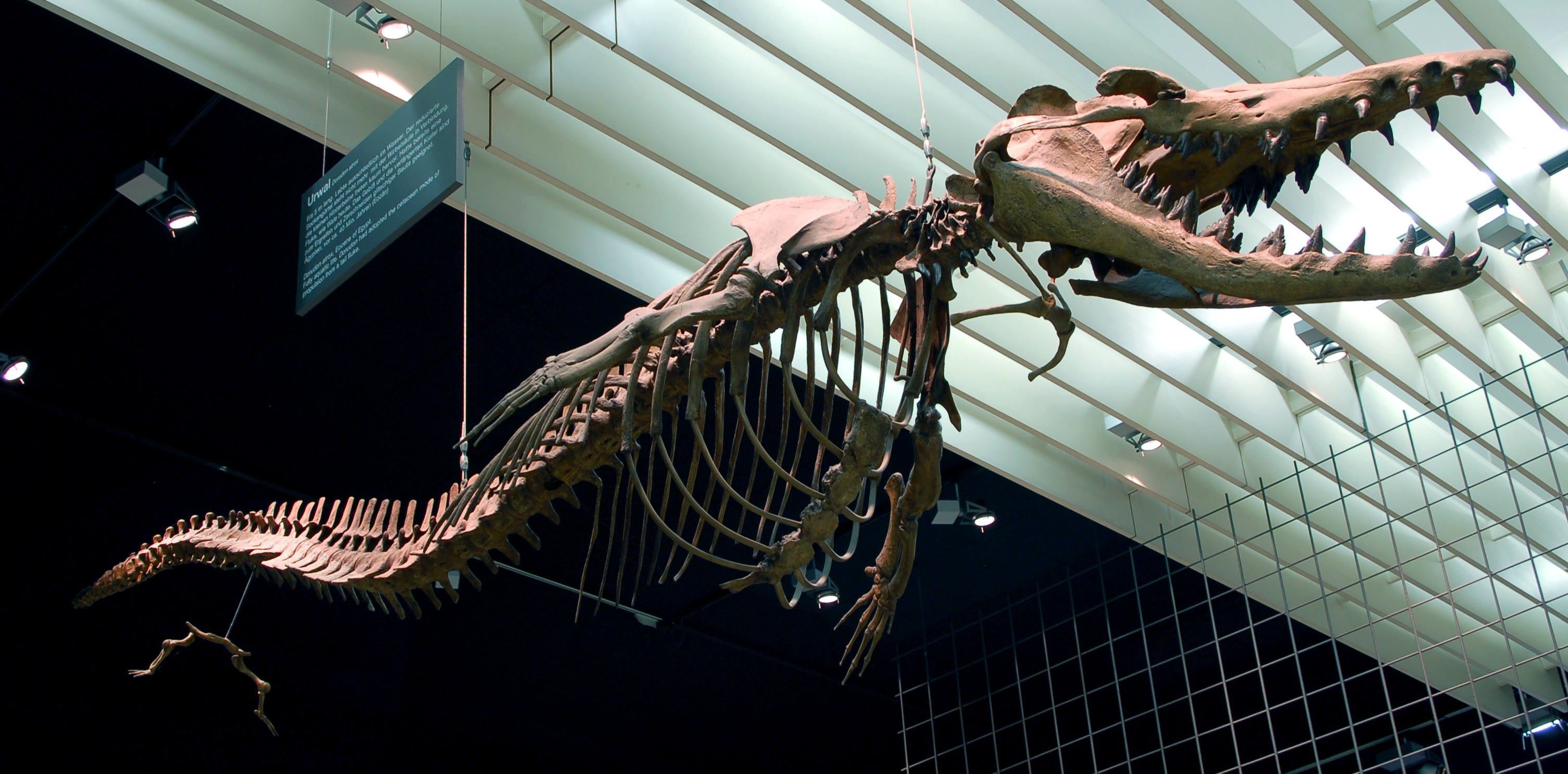
szkielet Dorudon atrox (Senckenberg Museum, Frankfurt nad Menem)

Dorudon – wymarły rodzaj ssaków z rodziny Basilosauridae, żyjących w środkowym i górnym eocenie (41–33 miliony lat temu).
Dorudon należał do rodziny Basilosauridae, do której należał współczesny mu, ale dużo od niego większy Basilosaurus. Był on do niego na tyle podobny, że gdy odkryto go po raz pierwszy, myślano, że szkielet należy do młodego basilozaura. Hipotezę tę odrzucono po odkryciu szczątków należących do niewyrośniętych Dorudon.
Na jego szczątki natrafiono na terenie obecnych Stanów Zjednoczonych oraz Egiptu, który w eocenie pokrywało Morze Tetydy.
Jego habitat stanowiły zapewne płytkie morza. Uważa się, że nie żył w stadach, jak wiele współczesnych waleni.
Był drapieżnikiem. Polował prawdopodobnie na ryby i morskie mięczaki. Niezagojone rany na czaszkach kilku szczątków młodych Dorudon świadczą, że mogły stanowić łup bazylozaurów.

## Budowa
Osiągał 5 metrów długości. Jego głowa mierzyła około 60 cm i mieściła w sobie dość mały mózg. Budowa czaszki wskazuje, że nie posiadał on zdolności do tak efektywnej echolokacji, jak u współczesnych waleni.
Podobnie jak u bazylozaura, otwory nosowe zwierzęcia umieszczone były pośrodku między pyskiem i czubkiem jego głowy.
Budowa kręgosłupa wskazuje, że Dorudon miał długi i elastyczny ogon. Natomiast odcinek lędźwiowy był silny i dobrze umięśniony.
Kończyny przednie posiadały ruchomy staw łokciowy. Przypominały już nieco płetwy. Kończyny tylne natomiast miały charakter szczątkowy: nie łączyły się z miednicą, ale umieszczone były luźno w ciele zwierzęcia.

## Podział systematyczny
Do rodzaju należały następujące gatunki:
- Dorudon atrox Andrews, 1906
- Dorudon serratus Gibbes, 1845